# Juha Pihkala
Martti Juha Antero Pihkala född 1 januari 1942 i Kouvola, var biskop i Tammerfors stift inom Evangelisk-lutherska kyrkan i Finland mellan åren 1997 och 2008. Han var stiftets 35:e biskop sedan stiftets grundande i Viborg och den sjätte bisopen i Tammerfors. Biskop Pihkala företräddes av Paavo Kortekangas och efterträddes av Matti Repo.
Pihkala blev teologie magister år 1966 och prästvigdes i Tammerfors året därpå. Teologie doktor blev han i ämnet dogmatik år 1978.